# Jednostka Wojskowa GROM
Jednostka Wojskowa GROM – jednostka wojskowa Wojsk Specjalnych (Jednostka Wojskowa 2305), sformowana 13 lipca 1990 w odpowiedzi na postrzelenie przez terrorystów 30 marca 1990 w Bejrucie dwojga Polaków w odwecie za pomoc polskiego rządu w emigracji Żydów z ZSRR do Izraela. Tworzenie JW GROM rozpoczęto w 1990, przy wsparciu m.in. Stanów Zjednoczonych, Wielkiej Brytanii oraz Niemiec.
Od 1 października 1999 JW GROM jest elementem Sił Zbrojnych Rzeczypospolitej Polskiej, wchodzi w skład Wojsk Specjalnych, podlega Dowództwu Generalnemu Rodzajów Sił Zbrojnych. Decyzją Ministra Obrony Narodowej z 4 sierpnia 1995 Jednostka przejęła dziedzictwo i z honorem kontynuuje tradycje Cichociemnych Spadochroniarzy Armii Krajowej 1940–1945 oraz przyjęła nazwę wyróżniającą „Cichociemnych”.

## Zadania
Żołnierze JW GROM są przygotowani do prowadzenia operacji specjalnych, w tym: działań ratunkowych, akcji bezpośrednich, działań przeciwterrorystycznych zwłaszcza na terytoriach wrogich państw oraz innych objętych wojną, kryzysem itd. Jednostka jest polskim odpowiednikiem jednostek specjalnych: amerykańskich 1st Special Forces Operational Detachment „Delta” (tzw. Delta Force), SEALs DEVGRU – Naval Special Warfare Development Group, brytyjskiej SAS, izraelskiego Sajjeret Matkal.  
Jednostka może wykonywać zadania: 
- leśne (taktyka zielona) – organizowanie doraźnych lub planowych pułapek, zasadzek, właściwe reagowanie na wymianę ognia, walka wręcz, ubezpieczone marsze, ciche poruszanie się z użyciem kamuflażu, wychodzenie z zasadzek, obserwacja, przenikanie, naprowadzanie ataków lotniczych, rozmieszczanie snajperów itp. Taktyka obejmuje również metody dotarcia do miejsca operacji drogą lotniczą, w tym zrzuty na spadochronach z dużej wysokości HALO i HAHO oraz zjazd na linach z helikoptera,
- miejskie (taktyka czarna) – działania antyterrorystyczne na obszarze zurbanizowanym, zabudowanym, w tym w pomieszczeniach, pojazdach, samolotach, budynkach, ulicach, lotniskach, dworcach itp. Zespół CQB używany jest do walki z terrorystami na zagrożonym obszarze, zespół MOUT przejmuje i utrzymuje taki obszar,
- wodne (taktyka niebieska) – działania pod wodą oraz na wodzie, w tym m.in. patrolowanie, nurkowanie, abordaże, także dotarcie do miejsca operacji drogą lotniczą lub wodną, w tym z użyciem helikoptera i/lub łodzi szturmowych[8].

Główne zadania JW GROM:
1. MOOTW – (ang. Military Operations Other Than War) operacje reagowania kryzysowego, operacje wojskowe inne niż wojna, w tym tzw. Non Combatment Evacuation – sprawne, bezpieczne i szybkie ewakuowanie osób z rejonów objętych walkami czy niepokojami społecznymi,
2. HR – (Hostage Rescue) odbijanie zakładników poza granicami kraju na potencjalnie wrogim terytorium,
3. CT – (Counterterrorism) – kontr-terroryzm (AT), fizyczne zwalczanie terrorystów,
4. PR – (Personel Recovery) – wchodzi w to m.in. CSAR – (Combat Search and Rescue), ewakuacja personelu z zagrożonych terenów, obiektów itp.,
5. CSAR – (Combat Search and Rescue) – bojowe akcje ratowniczo-poszukiwawcze np. ewakuacja lotników zestrzelonych nad terytorium przeciwnika,
6. SR – (Special Reconnaissance) – rozpoznanie specjalne na terenie przeciwnika, tj. pozyskanie wszelkich istotnych informacji,
7. DA – (Direct Action) – akcje bezpośrednie: sabotaż, dywersja, zasadzki itp.,
8. MS – (Military Support) – wsparcie militarne: szkolenie wojsk własnych i sojuszniczych podczas pokoju,
9. UW – (Unconventional Warfare) – działania niekonwencjonalne: m.in. przenikanie do oddziałów wroga, działania przeciwdywersyjne[8].

## Organizacja jednostki
Organizacja, liczba żołnierzy, szczegółowe dane dotyczące uzbrojenia i wyposażenia są ściśle tajne. Prasa zachodnia informowała, że w 2012 w jednostce służyło prawdopodobnie ok. 450 żołnierzy, w dwóch pododdziałach bojowych, a także komórkach sztabowych, logistycznych, informacyjnych, transportowych itp. Pierwsi dowódcy deklarowali, że jednostka samodzielnie pozyskuje niezbędne dane, posiada własny bank informacji na temat m.in. potencjalnych przeciwników.  
Dowództwo, sztab i większość struktur zlokalizowane są w Warszawie w dzielnicy Rembertów. Jednostka składa się z pododdziałów, w tym: stołeczny Zespół Bojowy A realizujący działania lądowe, Zespół Bojowy B w Gdańsku, działający na akwenach i Zespół Bojowy C. Organizacja jednostki wojskowej wzorowana jest na strukturze brytyjskiego 22nd SAS Regiment oraz tzw. 1st Special Forces Operational Detachment Delta (w mass mediach – Delta Force, w Departamencie Obrony USA – dawniej Combat Applications Group [CAG], obecnie Army Compartmented Elements [ACE]). Organizacja przypomina australijski SAS Regiment, są w niej pododdziały specjalistyczne zamiast plutonów poszczególnych specjalności, jak np. w brytyjskim 22 pułku SAS.
Wśród żołnierzy jednostki znajdują się tzw. operatorzy, czyli dowódcy zespołów (pododdziałów) bojowych. Każdy z nich ma co najmniej dwie specjalności, np. operatora radiostacji, strzelca wyborowego, sapera, chemika, ratownika medycznego, kierowcy. Ponadto żołnierze pododdziałów zabezpieczenia: analitycy, elektronicy, informatycy, specjaliści od materiałów wybuchowych (Explosive Ordnance Disposal – EOD (saperzy). W składzie zespołów bojowych są specjaliści m.in. od wybuchowego wdzierania się do szturmowanych pomieszczeń) (Method of Entry, MoE) oraz technicy różnych specjalności. Najmniejszą komórką organizacyjną jest zazwyczaj sześcioosobowa sekcja, wchodzi w skład grupy, ta w skład zespołów. Jednostka posiada dwa własne śmigłowce Black Hawk, a także tzw. Wysuniętych Nawigatorów Naprowadzania Lotnictwa (ang. JTAC). W jednostce wykorzystuje się psy służbowe rasy owczarek belgijski. 

## Wybrani żołnierze JW 2305 / JW GROM

### Dowódcy

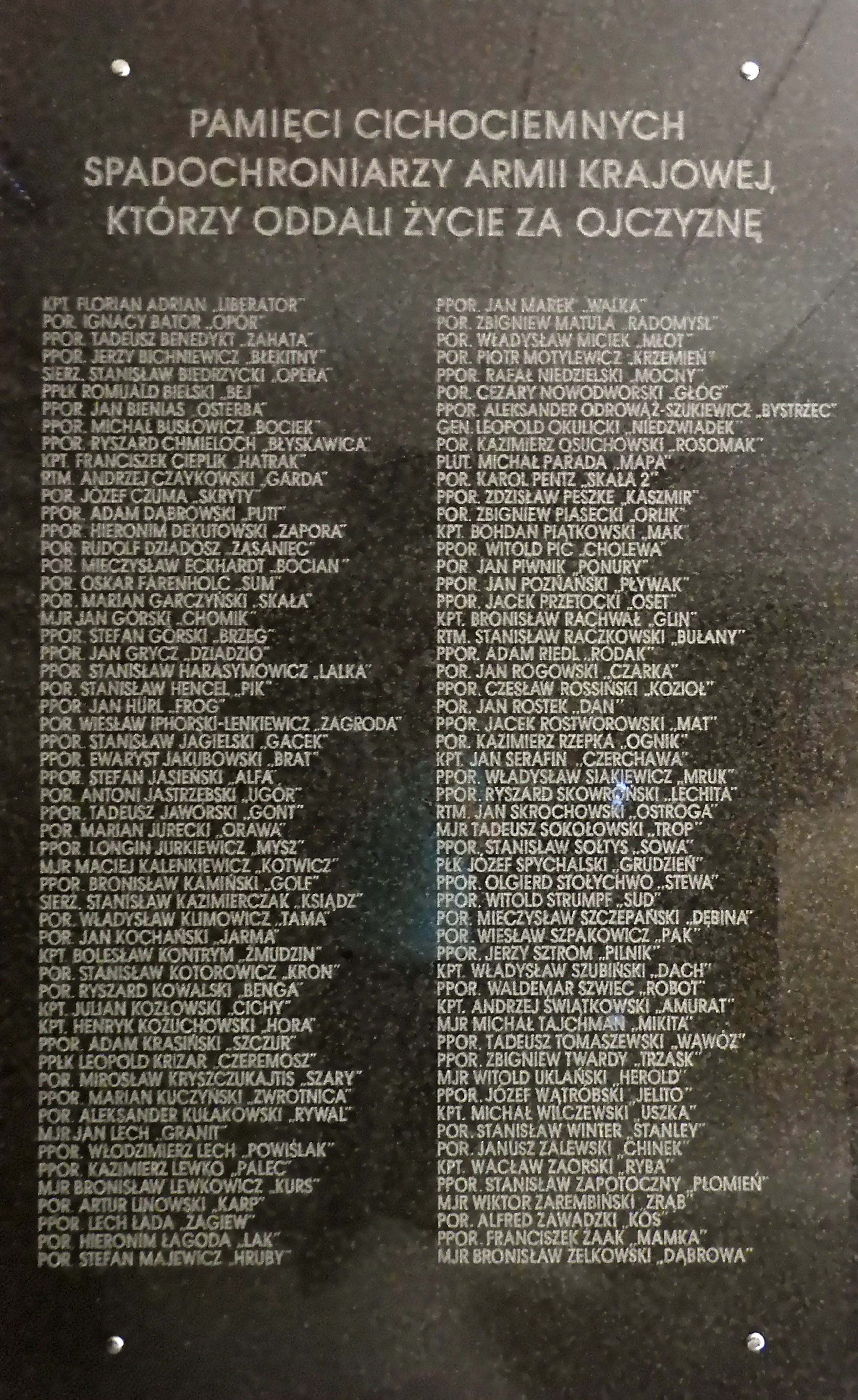
Tablica pamiątkowa w Sali Tradycji JW GROM

- ppłk/od 1994 płk Sławomir Petelicki[11] (13 lipca 1990 – 19 grudnia 1995)
- płk/od 25 sierpnia 1997 gen. bryg. Marian Sowiński[12] (19 grudnia 1995 – 6 grudnia 1997)
- płk/od 15 sierpnia 1998 gen. bryg. Sławomir Petelicki[12] (6 grudnia 1997 – 17 września 1999)
- płk Zdzisław Żurawski (17 września 1999 – 26 maja 2000)
- płk dypl. Roman Polko (26 maja 2000 – 11 lutego 2004)
- płk Tadeusz Sapierzyński (11 lutego 2004 – 24 lutego 2006)
- gen. bryg. Roman Polko (24 lutego 2006 – 6 września 2006)
- płk Andrzej Kurkowicz (6 września 2006 – 8 listopada 2006)
- płk Piotr Patalong – (8 listopada 2006 – 25 marca 2008)
- płk Jerzy Gut (25 marca 2008 – 24 lipca 2008)
- płk Dariusz Zawadka (24 lipca 2008 – 6 sierpnia 2010)
- płk Jerzy Gut (6 sierpnia 2010 – 28 lipca 2011)
- płk Piotr Gąstał (28 lipca 2011 – 8 września 2016)
- ppłk/płk Robert Kopacki (8 września 2016 – 14 marca 2017)[13]
- płk Mariusz Pawluk (14 marca 2017 – 1 stycznia 2020)[14][15]
- płk Grzegorz Mikłusiak (1 stycznia 2020 – 30 marca 2023)[15][7][1][16]
- płk Grzegorz Gers (p.o. dowódcy od 30 marca 2023)[1][2]

### Oficerowie
- ppłk Leszek Drewniak (1990 – 2000)[17]
- kpt./ od 6 listopada 2008 ppłk rez. Krzysztof Przepiórka (1991 – 1994)[18][19][20]
- płk Sławomir Berdychowski (1991 – 2010)[21]
- mjr Krzysztof Woźniak (2008 – 2013)[22][23]

### Podoficerowie
- st. chor. sztab. Paweł Mateńczuk (1998–2012)[24]

## Pochodzenie nazwy
Istnieje kilka wytłumaczeń pochodzenia nazwy jednostki. Oficjalnie wywodzi się ją jako skrótowiec od „Grupa Reagowania Operacyjno-Manewrowego”. Według innej wersji ma ona nawiązywać do imienia gen. Gromosława Czempińskiego, funkcjonariusza SB, UOP, który w 1990 uczestniczył w operacji wywiadowczej, o filmowej nazwie Operacja Samum, w której uczestnikami było kilku ówczesnych oficerów JW 2305, m.in. ppłk Jacek Bartosiak, będący później szefem wyszkolenia strzeleckiego i snajperem w jednostce. Według tej wersji, wdzięczni za jej sukces Amerykanie sfinansowali stworzenie JW 2305. Według kolejnej wersji nazwa została przyjęta od Grupy Realizacyjnej Operacji Most, w skład której wchodzili m.in. funkcjonariusze Departamentu I MSW m.in. Gromosław Czempiński, Sławomir Petelicki, zajmujący się ochroną emigracji dużej liczby obywateli ZSRR pochodzenia żydowskiego z ZSRR przez Polskę do Izraela w latach 90. XX wieku.

## Historia
Decyzją rządu Tadeusza Mazowieckiego w 1990 rozpoczęto formowanie struktur jednostki, nabór był prowadzony w sposób dyskretny spośród doświadczonych żołnierzy z jednostek takich jak 56 Kompania Specjalna, 6 Brygada Desantowo-Szturmowa, 1 Batalion Szturmowy i Grupy Specjalne Płetwonurków. Kandydatów pozyskiwano również z policyjnych jednostek antyterrorystycznych. 13 czerwca 1992, po zakończeniu intensywnych szkoleń prowadzonych przez amerykańskich i brytyjskich instruktorów, Jednostka 2305 osiągnęła pełną gotowość bojową. 
Od utworzenia w 1990 do 1999 była to jednostka typu wojskowego w Ministerstwie Spraw Wewnętrznych, jako pododdział ochronny i kontrterrorystyczny. W latach 1990–1992 Grupa Realizacyjna Operacji Most ochraniała emigrację obywateli ZSRR pochodzenia żydowskiego, z ZSRR do Izraela tranzytem przez Polskę. Po zakończeniu tego zadania ówczesny minister SW Antoni Macierewicz zdecydował zachować zdolności, jakie nabyła jednostka. W 1994 uczestniczyła w Operacji Uphold Democracy, wykonując zadania ochronne. Była to pierwsza operacja zagraniczna jednostki.
Decyzją Ministra Obrony Narodowej z 4 sierpnia 1995 nr 199/MON, podjętą w porozumieniu z Ministrem Spraw Wewnętrznych, w sprawie przejęcia dziedzictwa tradycji i nadania nazwy wyróżniającej Jednostce Wojskowej Nr 2305 w Warszawie, Jednostka przejęła dziedzictwo i z honorem kontynuuje tradycje Cichociemnych Spadochroniarzy Armii Krajowej 1940–1945 oraz przyjęła nazwę wyróżniającą „Cichociemnych”.
1 października 1996 prezydent Aleksander Kwaśniewski przekazał płk Marianowi Sowińskiemu sztandar Jednostki Wojskowej 2305. Rodzicami chrzestnymi sztandaru byli: cichociemny Bronisław Czepczak Górecki oraz Agnieszka Petelicka, żona Sławomira Petelickiego. 1 października 1999 umową między MSWiA a MON jednostkę podporządkowano ministrowi obrony narodowej, służący w niej zostali żołnierzami.
Udział w misjach zagranicznych:
- 1994 – Uphold Democracy: w Republice Haiti, wraz z jednostkami specjalnymi USA,
- 1996, 1999, 2001 – Bałkany, m.in. zatrzymanie podczas operacji Little Flower zbrodniarza wojennego Slavko Dokmanovicia zwanego „rzeźnikiem z Vukovaru”,
- 2002–2004 – w Islamskim Państwie Afganistanu, Bahrajnie, Republice Kirgiskiej, Kuwejcie, na Oceanie Indyjskim,
- 2002–2003 – na wodach Zatoki Perskiej: abordaże na statki, nadzór nad realizacją embarga ONZ na handel ropą naftową z Irakiem,
- 2003–2004 – Iraqi Freedom: zdobycie abordażem terminalu naftowego KAAOT w porcie Umm Kasr (Basra), zdobycie zapory wodnej Mukarayin, operacje specjalne, poszukiwanie oraz neutralizacja współpracowników Husajna, członków terrorystycznej Al – Kaidy (z amerykańskiej talii kart),
- 2002–2004, 2007–2013 – Afganistan, operacje na terenie kraju, uwolnienie 20 zakładników, ochrona polskich żołnierzy w Bagram, ochrona VIP-ów,
- 2021 – Afganistan, ewakuacja ponad tysiąca osób, w tym VIP, obywateli państw sojuszniczych oraz współpracujących z sojusznikami i organizacjami międzynarodowymi obywateli Afganistanu; m.in. współpracowników Litwy, Łotwy, Holandii, Międzynarodowego Funduszu Walutowego, Międzynarodowego Komitetu Olimpijskiego.

## Odznaczenia
- W 2012 decyzją kierownika Urzędu ds. Kombatantów i Osób Represjonowanych jednostkę odznaczono Medalem „Pro Patria”; sztandar udekorowano 15 czerwca 2012 podczas święta 25 BKPow[29][30].
- W 2013 jednostkę odznaczono Medalem „Za zasługi dla Stowarzyszenia Kombatantów Misji Pokojowych ONZ”[31].

## Fundacje
W 1997 powstała Fundacja Byłych Żołnierzy Jednostek Specjalnych G.R.O.M., a jej pomysłodawcą był Sławomir Petelicki. Należą do niej byli członkowie elitarnych jednostek specjalnych, którzy oferują szersze wykorzystanie swoich umiejętności i doświadczenia. Prezesem fundacji jest ppłk rez. Adam Lizoń, a w składzie zasiadają m.in. Romuald Szeremietiew i Janusz Cisek.
24 stycznia 2011 powstała Fundacja „Sprzymierzeni z GROM”, której podstawowym celem jest pomoc weteranom i żołnierzom głównie sił specjalnych oraz funkcjonariuszom innych służb mundurowych, a także wspieranie edukacji historycznej młodzieży. W Radzie Fundacji zasiada m.in. Piotr Gąstał, były dowódca JW GROM.

## W kulturze masowej
- W 2001 książka Huberta Królikowskiego pt. Wojskowa Formacja Specjalna GROM im. Cichociemnych Spadochroniarzy Armii Krajowej była na liście dziesięciu najlepiej sprzedających się książek polskich autorów[36].
- Jednostka ta pojawiła się w grze komputerowej Medal of Honor: Warfighter wyprodukowanej przez Danger Close, wydana w Polsce przez Electronic Arts Polska.
- O Jednostce Wojskowej GROM została wydana książka GROM Siła i Honor autorstwa Michała Komara w rozmowie z gen. bryg. Sławomirem Petelickim.
- O Jednostce Wojskowej GROM została wydana książka Szturman autorstwa Dominika Rutkowskiego w rozmowie z Ppłk Krzysztofem Przepiórką, opowiadająca o kulisach powstania i funkcjonowania GROM-u.
- O historii Jednostki Wojskowej GROM i sukcesach GROM-owców na misjach zagranicznych powstał film dokumentalny GROM Prawdziwa Historia.
- Wspomnienia ze służby w Jednostce Wojskowej GROM spisali i wydali byli żołnierze jednostki: Andrzej K. Kisiel (współautor: Marcin Rak) Trzynaście moich lat w JW GROM[37] oraz książki byłego operatora o pseudonimie Naval: Przetrwać Belize[38], Ostatnich gryzą psy[39], Zatoka[40], Camp Pozzi[41] i Chłopaki z Marsa[42].
- W grach komputerowych z serii Rainbow Six pojawiają się fikcyjne postacie: Kazimiera Rakuzanka, Ela Bosak, i Zofia Bosak które przedstawione są jako operatorki JW GROM[43][44].
- Jednostka GROM została także wspomniana, po prośbach graczy, w grze Call of Duty: Modern Warfare, w sklepie za opłatą (punkty COD) można było zakupić skórkę operatora GROM, a także zestaw kosmetycznych dodatków (m.in. broń, emblemat itp.).